# 1489
Пізнє Середньовіччя •  Відродження •  Реконкіста •  Ганза •  Ацтецький потрійний союз •  Імперія інків

## Геополітична ситуація
Османську державу очолює Баязид II (до 1512). Імператором Священної Римської імперії є Фрідріх III. У Франції королює Карл VIII Люб'язний (до 1498).
Середню частину Апеннінського півострова займає Папська область, південь належить Неаполітанському королівству. Могутними державними утвореннями півночі є Венеційська республіка, Флорентійська республіка, Генуезька республіка та герцогство Міланське.
Кастилія і Леон та Арагонське королівство об'єднані в Іспанське королівство, де правлять католицькі королі Фердинанд II Арагонський (до 1516) та Ізабелла I Кастильська (до 1504).
В Португалії королює Жуан II (до 1495). Під владою маврів залишилися тільки землі на самому півдні Піренейського півострова.
Генріх VII є королем Англії (до 1509), королем Данії та Норвегії — Юхан II (до 1513), Швецію очолює регент Стен Стуре Старший (до 1497). Королем Угорщини є Матвій Корвін (до 1490), а Богемії — Владислав II Ягелончик. У Польщі королює, а у Великому князівстві Литовському княжить Казимир IV Ягеллончик (до 1492).
Галичина входить до складу Польщі. Волинь належить Великому князівству Литовському. Московське князівство очолює Іван III Васильович (до 1505).
На заході євразійських степів від Золотої Орди відокремилися Казанське ханство, Кримське ханство, Ногайська орда. У Єгипті панують мамлюки. У Китаї править династія Мін. Значними державами Індостану є Делійський султанат, Бахмані, Віджаянагара. В Японії триває період Муроматі.
У Долині Мехіко править Ацтецький потрійний союз на чолі з Ахвіцотлем (до 1502). Цивілізація мая переживає посткласичний період. В Імперії інків править Тупак Юпанкі (до 1493).

## Події
- Перша писемна згадка про козаків.
- Московський князь Іван III Васильович захопив місто В'ятка.
- Королева Кіпру Катерина Корнаро зреклася престолу й передала острів Венеції.
- У Медіна-дель-Кампо досягнуто домовленості між Іспанією та Англією про одруження принцеси Катерини Арагонської з принцом Уельським Артуром.
- Англійський король Генріх VII почав карбувати монету, що отримала назву соверен.
- В Англії вжито перших заходів з обмеження обгороджування.
- Французькі королівські війська у війні проти Бретані захопили Генгам і Брест.
- Папа римський Іннокентій VIII відлучив від церкви короля Неаполя Фердинанда I і закликав французького короля Карла VIII втрутитися, за що пообіцяв йому Неаполітанське королівство.
- Католицькі королі захопили у маврів Альмерію. Реконкіста наближається до завершення.
- Німецький метематик Йоганнес Відманн надрукував книгу з арифметики для купців, у якій вперше використав знаки + та -.
- У Делійському султанаті до влади прийшов Сікандар Лоді.
- Зникло Кіпрське королівство.

## Народились
- 2 липня — Томас Кранмер, перший протестантський архієпископ Кентерберійський, радник англійського короля Генріха VIII.

## Померли
- 26 квітня — Асікаґа Йосіхіса, 9-й сьоґун сьоґунату Муроматі.